# Canton de Fleurance-Lomagne
Le canton de Fleurance-Lomagne est une circonscription électorale française du département du Gers créée par le décret du 26 février 2014 et entrée en vigueur lors des premières élections départementales suivant la publication du décret.

## Histoire
Un nouveau découpage territorial du Gers (département) entre en vigueur à l'occasion des élections départementales de 2015. Il est défini par le décret du 26 février 2014, en application des lois du 17 mai 2013 (loi organique 2013-402 et loi 2013-403). Les conseillers départementaux sont, à compter de ces élections, élus au scrutin majoritaire binominal mixte. Les électeurs de chaque canton élisent au Conseil départemental, nouvelle appellation du Conseil général, deux membres de sexe différent, qui se présentent en binôme de candidats. Les conseillers départementaux sont élus pour 6 ans au scrutin binominal majoritaire à deux tours, l'accès au second tour nécessitant 12,5 % des inscrits au 1er tour. En outre la totalité des conseillers départementaux est renouvelée. Ce nouveau mode de scrutin nécessite un redécoupage des cantons dont le nombre est divisé par deux avec arrondi à l'unité impaire supérieure si ce nombre n'est pas entier impair, assorti de conditions de seuils minimaux. Dans le Gers, le nombre de cantons passe ainsi de 31 à 17.
Le canton de Fleurance-Lomagne est formé de communes des anciens cantons de Saint-Clar (13 communes) et de Fleurance (20 communes). Le canton est entièrement inclus dans l'arrondissement de Condom. Le bureau centralisateur est situé à Fleurance.

## Représentation
| Période élective | Période élective | Mandat | Mandat   | Identité       | Nuance | Nuance | Qualité |
| ---------------- | ---------------- | ------ | -------- | -------------- | ------ | ------ | --- |
| 2015             | 2021             | 2015   | 2021     | Charlette Boué |        | PRG    | Chef d'entreprise, 3ème Vice-Présidente du Conseil Départemental, adjointe au maire de Fleurance jusqu'en 2020                |
| 2015             | 2021             | 2015   | 2021     | Bernard Gendre |        | PS     | Maire-adjoint de Saint-Léonard 6ème Vice-Président du Conseil départemental Ancien conseiller général du canton de Saint-Clar |
| 2021             | 2028             | 2021   | en cours | Charlette Boué |        | PRG    | Conseillère sortante, Vice-Présidente du conseil départemental                                                                |
| 2021             | 2028             | 2021   | en cours | Bernard Gendre |        | PS     | Conseiller sortant, Vice-Président du conseil départemental                                                                   |

### Résultats détaillés

#### Élections de mars 2015
À l'issue du 1er tour des élections départementales de 2015, trois binômes sont en ballottage : Charlette Boué et Bernard Gendre (Union de la Gauche, 44,86 %), Grégory Bobbato et Catherine Cournot (DVD, 26,35 %) et Nathalie Bernède et François Buzet (FN, 23,23 %). Le taux de participation est de 60,41 % (6 245 votants sur 10 338 inscrits) contre 60,11 % au niveau départemental et 50,17 % au niveau national.
Au second tour, Charlette Boué et Bernard Gendre (Union de la Gauche) sont élus avec 51,22 % des suffrages exprimés et un taux de participation de 61,96 % (3 116 voix pour 6 402 votants et 10 333 inscrits).

#### Élections de juin 2021
Le premier tour des élections départementales de 2021 est marqué par un très faible taux de participation (33,26 % au niveau national). Dans le canton de Fleurance-Lomagne, ce taux de participation est de 45,01 % (4 698 votants sur 10 438 inscrits) contre 44,9 % au niveau départemental. À l'issue de ce premier tour, deux binômes sont en ballottage : Charlette Boue et Bernard Gendre (DVG, 54,25 %) et Grégory Bobbato et Martine Mairal (DVD, 29,63 %).
Le second tour des élections est marqué une nouvelle fois par une abstention massive équivalente au premier tour. Les taux de participation sont de 34,36 % au niveau national, 44,59 % dans le département et 46,55 % dans le canton de Fleurance-Lomagne. Charlette Boue et Bernard Gendre (DVG) sont élus avec 60,69 % des suffrages exprimés (2 750 voix pour 4 859 votants et 10 438 inscrits),,.

## Composition
Le canton de Fleurance-Lomagne comprend trente-trois communes entières.
| Nom                               | Code Insee | Intercommunalité          | Superficie (km2) | Population (dernière pop. légale) | Densité (hab./km2) | Modifier                                    |
| --------------------------------- | ---------- | ------------------------- | ---------------- | --------------------------------- | ------------------ | ------------------------------------------- |
| Fleurance (bureau centralisateur) | 32132      | CC de la Lomagne gersoise | 43,32            | 6 130 (2022)                      | 142                | modifier les données · modifier les données |
| Avezan                            | 32023      | CC Bastides de Lomagne    | 5,66             | 87 (2022)                         | 15                 | modifier les données · modifier les données |
| Bivès                             | 32055      | CC Bastides de Lomagne    | 9,93             | 119 (2022)                        | 12                 | modifier les données · modifier les données |
| Brugnens                          | 32066      | CC de la Lomagne gersoise | 13,45            | 255 (2022)                        | 19                 | modifier les données · modifier les données |
| Cadeilhan                         | 32068      | CC de la Lomagne gersoise | 8,43             | 145 (2022)                        | 17                 | modifier les données · modifier les données |
| Castelnau-d'Arbieu                | 32078      | CC de la Lomagne gersoise | 16,34            | 226 (2022)                        | 14                 | modifier les données · modifier les données |
| Castéron                          | 32084      | CC Bastides de Lomagne    | 11,08            | 52 (2022)                         | 4,7                | modifier les données · modifier les données |
| Céran                             | 32101      | CC de la Lomagne gersoise | 10,74            | 229 (2022)                        | 21                 | modifier les données · modifier les données |
| Cézan                             | 32102      | CC de la Lomagne gersoise | 12,22            | 203 (2022)                        | 17                 | modifier les données · modifier les données |
| Estramiac                         | 32129      | CC Bastides de Lomagne    | 9,69             | 122 (2022)                        | 13                 | modifier les données · modifier les données |
| Gaudonville                       | 32139      | CC Bastides de Lomagne    | 7,39             | 106 (2022)                        | 14                 | modifier les données · modifier les données |
| Gavarret-sur-Aulouste             | 32142      | CC de la Lomagne gersoise | 8,38             | 138 (2022)                        | 16                 | modifier les données · modifier les données |
| Goutz                             | 32150      | CC de la Lomagne gersoise | 8,46             | 213 (2022)                        | 25                 | modifier les données · modifier les données |
| Lalanne                           | 32184      | CC de la Lomagne gersoise | 5,55             | 132 (2022)                        | 24                 | modifier les données · modifier les données |
| Lamothe-Goas                      | 32188      | CC de la Lomagne gersoise | 7,18             | 80 (2022)                         | 11                 | modifier les données · modifier les données |
| Magnas                            | 32223      | CC Bastides de Lomagne    | 3,19             | 58 (2022)                         | 18                 | modifier les données · modifier les données |
| Mauroux                           | 32248      | CC Bastides de Lomagne    | 9,96             | 141 (2022)                        | 14                 | modifier les données · modifier les données |
| Miramont-Latour                   | 32255      | CC de la Lomagne gersoise | 9,77             | 144 (2022)                        | 15                 | modifier les données · modifier les données |
| Montestruc-sur-Gers               | 32286      | CC de la Lomagne gersoise | 16,31            | 700 (2022)                        | 43                 | modifier les données · modifier les données |
| Pauilhac                          | 32306      | CC de la Lomagne gersoise | 25,27            | 601 (2022)                        | 24                 | modifier les données · modifier les données |
| Pessoulens                        | 32313      | CC Bastides de Lomagne    | 12,63            | 138 (2022)                        | 11                 | modifier les données · modifier les données |
| Pis                               | 32318      | CC de la Lomagne gersoise | 5,36             | 95 (2022)                         | 18                 | modifier les données · modifier les données |
| Préchac                           | 32329      | CC de la Lomagne gersoise | 12,79            | 156 (2022)                        | 12                 | modifier les données · modifier les données |
| Puységur                          | 32337      | CC de la Lomagne gersoise | 7,26             | 73 (2022)                         | 10                 | modifier les données · modifier les données |
| Réjaumont                         | 32341      | CC de la Lomagne gersoise | 13,60            | 247 (2022)                        | 18                 | modifier les données · modifier les données |
| Saint-Clar                        | 32370      | CC Bastides de Lomagne    | 17,91            | 1 052 (2022)                      | 59                 | modifier les données · modifier les données |
| Saint-Créac                       | 32371      | CC Bastides de Lomagne    | 8,37             | 87 (2022)                         | 10                 | modifier les données · modifier les données |
| Saint-Léonard                     | 32385      | CC Bastides de Lomagne    | 13,11            | 185 (2022)                        | 14                 | modifier les données · modifier les données |
| Sainte-Radegonde                  | 32405      | CC de la Lomagne gersoise | 9,82             | 175 (2022)                        | 18                 | modifier les données · modifier les données |
| La Sauvetat                       | 32417      | CC de la Lomagne gersoise | 27,71            | 418 (2022)                        | 15                 | modifier les données · modifier les données |
| Taybosc                           | 32441      | CC de la Lomagne gersoise | 5,87             | 66 (2022)                         | 11                 | modifier les données · modifier les données |
| Tournecoupe                       | 32452      | CC Bastides de Lomagne    | 18,95            | 262 (2022)                        | 14                 | modifier les données · modifier les données |
| Urdens                            | 32457      | CC de la Lomagne gersoise | 7,77             | 267 (2022)                        | 34                 | modifier les données · modifier les données |
| Canton de Fleurance-Lomagne       | 3209       |                           | 403,47           | 13 102 (2022)                     | 32                 | modifier les données                        |

## Démographie
En 2022, le canton comptait 13 102 habitants, en évolution de −0,16 % par rapport à 2016 (Gers : +1,04 %, France hors Mayotte : +2,11 %).
| 2013   | 2018   | 2022   |
| ------ | ------ | ------ |
| 13 264 | 13 049 | 13 102 |